# تی بارب
تی بارب (Barbodes lateristriga)،  یا بارب آچار، گونه ای از کپورماهیان بومی شبه جزیره مالایی و جزیره بورنئو است. طول این گونه می تواند به ۱۸ سانتیمتر (۷٫۱ اینچ) برسد. تی بارب را می توان در تجارت آکواریوم نیز یافت. 

## پراکندگی و زیستگاه
تی بارب ساکن نهرهای زلال در نواحی کوهستانی به ویژه در پایه آبشارها است. آنها بومی شبه جزیره مالایی و بورنئو هستند. مناطقی با تخته سنگ های فراوان و بستر رودخانه های سنگی را ترجیح می دهد. 

## رژیم غذایی
رژیم غذایی آنها شامل بی مهرگانی مانند حشرات، کرم ها و سخت پوستان و همچنین مواد گیاهی تشکیل شده است. 

## تولید مثل
بارب آچار تخم‌های خود را در بستر پراکنده می‌کند و سپس آنها را رها می‌کند. 

## در آکواریوم
آب مناسب برای تی بارب یا بارب آچار آبی با پی‌اچ بالای ۷٫۲ است. البته می تواند در آب کمی سخت تر از زیستگاه طبیعی خود زندگی کند. اگر در یک دسته حداقل پنج عددی نگهداری شوند، عمدتاً ماهی صلح آمیز هستند، اما اندازه بزرگ آنها باعث می شود که برای یک دسته ماهی کوچک مناسب نباشند.

## همچنین ببینید
- لیست گونه های ماهی آکواریومی آب شیرین

## مراجع
1. ↑  Lumbantobing, D. (2019). "Barbodes lateristriga". IUCN Red List of Threatened Species. IUCN. 2019: e.T180977A89799617. doi:10.2305/IUCN.UK.2019-2.RLTS.T180977A89799617.en. Retrieved 18 November 2021.
2. ↑  Froese, Rainer, and Daniel Pauly, eds. (2006). "{{{1}}} {{{2}}}" in FishBase. April 2006 version.

## لینک های خارجی
- عصر آکواریوم ها: http://www.aquahobby.com/gallery/e_tbarb.php
- ویدیو: https://www.youtube.com/watch?v=3XQqYeWFLN0
- برگه اطلاعات Spanner Barb: http://www.bettatrading.com.au/Spanner-Barb-Fact-Sheet.php